# Kun Bokator tại Đại hội Thể thao Đông Nam Á 2023
Kun Bokator là một trong những môn thể thao được tranh tài tại Đại hội Thể thao Đông Nam Á 2023 ở Campuchia. Môn Kun Bokator tại SEA Games 32 diễn ra từ ngày 03 tới ngày 07 tháng 05 năm 2023 tại Khu F Trung tâm Hội nghị Chroy Changvar.

## Nội dung thi đấu
Giải Kun Bokator sẽ bao gồm hai mươi mốt (21) nội dung bao gồm mười hai (12) nội dung trong nội dung Biểu diễn và chín (09) nội dung trong nội dung Đối kháng.
- Cá nhân: Mẫu đơn tay trần, Mẫu chắn Bamboo đơn, Mẫu Phkak đơn, Mẫu split Bokator đơn

- Nhóm 4 người hoặc Bộ ba: Hình thức tay trần

- Đôi nam: Biểu diễn Duo

- Đồng đội: 1 Nữ phòng thủ trước 2 Nam

- Đối kháng nam: 50 kg, 55 kg, 60 kg, 65 kg, 70 kg

- Đối kháng nữ: 45kg, 50 kg, 55 kg, 60 kg

## Chương trình thi đấu
| Ngày       | Giờ           | Sự kiện                             |
| ---------- | ------------- | ----------------------------------- |
| 04 tháng 5 | 08:00 – 13:00 | Nam - Mẫu đơn Phkak                 |
| 04 tháng 5 | 08:00 – 13:00 | Nữ - Mẫu đơn Phkak                  |
| 04 tháng 5 | 08:00 – 13:00 | Nam - Mẫu chắn Bamboo đơn           |
| 04 tháng 5 | 08:00 – 13:00 | Nữ - Mẫu chắn Bamboo đơn            |
| 04 tháng 5 | 08:00 – 13:00 | 1 Nữ, 2 Nam - Biểu diễn nhóm        |
| 04 tháng 5 | 08:00 – 13:00 | Nam - Mẫu đơn tay trần              |
| 04 tháng 5 | 08:00 – 13:00 | Nữ - Mẫu đơn tay trần               |
| 04 tháng 5 | 08:00 – 13:00 | Nam - Mẫu Spirit Bokator đơn        |
| 04 tháng 5 | 08:00 – 13:00 | Nữ - Mẫu Spirit Bokator đơn         |
| 04 tháng 5 | 08:00 – 13:00 | Nam - Nhóm tay trần                 |
| 04 tháng 5 | 08:00 – 13:00 | Nữ - Nhóm tay trần                  |
| 04 tháng 5 | 08:00 – 13:00 | Nam Duo - Biểu diễn nhóm            |
| 04 tháng 5 | 13:00 – 15:00 | LỄ TRAO GIẢI CÁC NỘI DUNG BIỂU DIỄN |
| 04 tháng 5 | 16:00 – 19:00 | Vòng loại - Đối kháng Nam 50kg      |
| 04 tháng 5 | 16:00 – 19:00 | Vòng loại - Đối kháng Nữ 45kg       |
| 04 tháng 5 | 16:00 – 19:00 | Vòng loại - Đối kháng Nữ 50kg       |
| 04 tháng 5 | 16:00 – 19:00 | Vòng loại - Đối kháng Nam 55kg      |
| 04 tháng 5 | 16:00 – 19:00 | Vòng loại - Đối kháng Nữ 55kg       |
| 04 tháng 5 | 16:00 – 19:00 | Vòng loại - Đối kháng Nam 60kg      |
| 04 tháng 5 | 16:00 – 19:00 | Vòng loại - Đối kháng Nữ 60kg       |
| 04 tháng 5 | 16:00 – 19:00 | Vòng loại - Đối kháng Nam 65kg      |
| 04 tháng 5 | 16:00 – 19:00 | Vòng loại - Đối kháng Nam 70kg      |
| 06 tháng 5 | 16:00 – 19:00 | Bán kết - Đối kháng Nam 50kg        |
| 06 tháng 5 | 16:00 – 19:00 | Bán kết - Đối kháng Nữ 45kg         |
| 06 tháng 5 | 16:00 – 19:00 | Bán kết - Đối kháng Nữ 50kg         |
| 06 tháng 5 | 16:00 – 19:00 | Bán kết - Đối kháng Nam 55kg        |
| 07 tháng 5 | 16:00 – 19:00 | Vòng loại - Đối kháng Nữ 55kg       |
| 07 tháng 5 | 16:00 – 19:00 | Vòng loại - Đối kháng Nam 60kg      |
| 07 tháng 5 | 16:00 – 19:00 | Vòng loại - Đối kháng Nữ 60kg       |
| 07 tháng 5 | 16:00 – 19:00 | Vòng loại - Đối kháng Nam 70kg      |
| 08 tháng 5 | 16:00 – 18:30 | Chung kết - Đối kháng Nam 50kg      |
| 08 tháng 5 | 16:00 – 18:30 | Chung kết - Đối kháng Nữ 45kg       |
| 08 tháng 5 | 16:00 – 18:30 | Chung kết - Đối kháng Nữ 50kg       |
| 08 tháng 5 | 16:00 – 18:30 | Chung kết - Đối kháng Nam 55kg      |
| 08 tháng 5 | 16:00 – 18:30 | Chung kết - Đối kháng Nữ 55kg       |
| 08 tháng 5 | 16:00 – 18:30 | Chung kết - Đối kháng Nam 60kg      |
| 08 tháng 5 | 16:00 – 18:30 | Chung kết - Đối kháng Nữ 60kg       |
| 08 tháng 5 | 16:00 – 18:30 | Chung kết - Đối kháng Nam 65kg      |
| 08 tháng 5 | 16:00 – 18:30 | Chung kết - Đối kháng Nam 70kg      |
| 08 tháng 5 | 18:30 - 19:00 | LỄ TRAO GIẢI CÁC NỘI DUNG ĐỐI KHÁNG |

## Kết quả

### Nam
| Vận động viên              | Thứ hạng |
| -------------------------- | -------- |
| Titsovathanak Kim (CAM)    | 8.25     |
| Mark James Lacao (PHI)     | 7.75     |
| Gema Nur Arifin (INA)      | 7.67     |
| Annaosone Vannalatha (LAO) | 7.42     |
| Si Thu (MYA)               | 7.33     |

| Vận động viên                | Thứ hạng |
| ---------------------------- | -------- |
| Kongngern Inthisarn (LAO)    | 7.83     |
| Ponler Pech (CAM)            | 7.82     |
| Dzaky Fadhlurrohman (INA)    | 7.50     |
| Khant Lun Zaw (MYA)          | 7.08     |
| Rick Rod Luarez Ortega (PHI) | 6.83     |

| Vận động viên                   | Thứ hạng |
| ------------------------------- | -------- |
| Punleu Pichmorakoth (CAM)       | 7.99     |
| Alfadhila Ramadhan (INA)        | 7.66     |
| Hlaing Chit Oo (MYA)            | 7.33     |
| Nalongkone Suttivanna (LAO)     | 6.83     |
| Zandro Fred Cruz Jizmundo (PHI) | 6.74     |

### Nữ
| Vận động viên                   | Thứ hạng |
| ------------------------------- | -------- |
| Angel Guen Alcances Derla (PHI) | 8.50     |
| Chanchhorvy Puth (CAM)          | 8.47     |
| Daslya Anggraini (INA)          | 8.42     |
| Myat Noe Wai (MYA)              | 7.42     |
| Phone Sonesaisane (LAO)         | 7.33     |

| Vận động viên           | Thứ hạng |
| ----------------------- | -------- |
| Shanchana Yuos (CAM)    |          |
| Rhichein Yosorez (PHI)  |          |
| With Yee Oo (MYA)       |          |
| Dwi Jayanti (INA)       |          |
| Somvang Maneesang (LAO) |          |

| Vận động viên                      | Thứ hạng    |
| ---------------------------------- | ----------- |
| Leakena Mao (CAM)                  | 8.75        |
| Nilar Soe Oo (MYA)                 | 8.33        |
| Alyssa Kylie Mahinay Mallari (PHI) | 8.08 (1.54) |
| Riana Oktavia (INA)                | 8.08 (1.36) |
| Kounking Boudaxay (LAO)            | 7.83        |

## Các huy chương

### Nam
| Nội dung                   | Vàng                                                             | Bạc                                                 | Đồng                                                                            |
| -------------------------- | ---------------------------------------------------------------- | --------------------------------------------------- | ------------------------------------------------------------------------------- |
| Đối kháng 50 kg            | Robin Sornito Catalan · Philippines                              | Ade Permana · Indonesia                             | Nguyễn Quang Luân · Việt Nam                                                    |
| Đối kháng 50 kg            | Robin Sornito Catalan · Philippines                              | Ade Permana · Indonesia                             | Sovan Nang · Campuchia                                                          |
| Đối kháng 55 kg            | Nget Deb · Campuchia                                             | Ariel Lee Biadno Lampacan · Philippines             | Obaja Halomoan Sianturi · Indonesia                                             |
| Đối kháng 55 kg            | Nget Deb · Campuchia                                             | Ariel Lee Biadno Lampacan · Philippines             | Hoàng Phúc Thuận · Việt Nam                                                     |
| Đối kháng 60 kg            | Chet Chon · Campuchia                                            | Kamal Maulansyah · Indonesia                        | Đặng Văn Thắng · Việt Nam                                                       |
| Đối kháng 60 kg            | Chet Chon · Campuchia                                            | Kamal Maulansyah · Indonesia                        | Phillip Delarmino · Philippines                                                 |
| Đối kháng 65 kg            | Huỳnh Văn Cường · Việt Nam                                       | Yudi Cahyadi · Indonesia                            | Ryan Tarang Jakiri · Philippines                                                |
| Đối kháng 65 kg            | Huỳnh Văn Cường · Việt Nam                                       | Yudi Cahyadi · Indonesia                            | Latsasak Souliyavong · Lào                                                      |
| Đối kháng 70 kg            | Ngô Đức Mạnh · Việt Nam                                          | Damsoumphone Khieosavath · Campuchia                | Samuel Frekson Wouw · Indonesia                                                 |
| Đối kháng 70 kg            | Ngô Đức Mạnh · Việt Nam                                          | Damsoumphone Khieosavath · Campuchia                | Godwin Amos Langbayan · Philippines                                             |
| Mẫu đơn tay trần           | Kongngern Inthisarn · Lào                                        | Pech Ponler · Campuchia                             | Dzaky Fadhlurrohman · Indonesia                                                 |
| Mẫu đơn tay trần           | Kongngern Inthisarn · Lào                                        | Pech Ponler · Campuchia                             | Khant Lun Zaw · Myanmar                                                         |
| Mẫu chắn Bamboo đơn        | Kim Titsovathanak · Campuchia                                    | Mark James Lacao · Philippines                      | Gema Nur Arifin · Indonesia                                                     |
| Mẫu chắn Bamboo đơn        | Kim Titsovathanak · Campuchia                                    | Mark James Lacao · Philippines                      | Annaosone Vannalatha · Lào                                                      |
| Mẫu Spirit Bokator đơn     | Punleu Pichmorakoth · Campuchia                                  | Alfadhila Ramadhan · Indonesia                      | Hlaing Chit Oo · Myanmar                                                        |
| Mẫu Spirit Bokator đơn     | Punleu Pichmorakoth · Campuchia                                  | Alfadhila Ramadhan · Indonesia                      | Nalongkone Suttivanna · Lào                                                     |
| Mẫu đơn Phkak              | Ey Sam Oun · Campuchia                                           | Yazid Hanifam Kurniawan · Indonesia                 | Antt Bwere Nyein · Myanmar                                                      |
| Mẫu đơn Phkak              | Ey Sam Oun · Campuchia                                           | Yazid Hanifam Kurniawan · Indonesia                 | Philavanh Chanthakaly · Lào                                                     |
| Duo - Biểu diễn nhóm (đôi) | Indonesia · Gema Nur Arifin · Yazid Hanifam Kurniawan            | Campuchia · Kim Titsovathanak · Yim Vutha           | Lào · Khamkak Sivongxay · Kittizin Inthavong                                    |
| Duo - Biểu diễn nhóm (đôi) | Indonesia · Gema Nur Arifin · Yazid Hanifam Kurniawan            | Campuchia · Kim Titsovathanak · Yim Vutha           | Myanmar · Aung Pyae Sone · Khant Loon Zaw                                       |
| Nhóm tay trần              | Indonesia · Tedi Hidayat · Sendiagi Putra · Moch Martin Ramadhan | Campuchia · Pech Ponler · Ok Riththeany · Yim Vutha | Lào · Aidin Sitthinoy · Sommay Phangnivong · Thongkhoun Vongphakdy              |
| Nhóm tay trần              | Indonesia · Tedi Hidayat · Sendiagi Putra · Moch Martin Ramadhan | Campuchia · Pech Ponler · Ok Riththeany · Yim Vutha | Philippines · James Al Mayagma · Rick Luarez Ortega · Zandro Fred Cruz Jizmundo |

### Nữ
| Nội dung               | Vàng                                                          | Bạc                                                        | Đồng                                                                                           |
| ---------------------- | ------------------------------------------------------------- | ---------------------------------------------------------- | ---------------------------------------------------------------------------------------------- |
| Đối kháng 45 kg        | Phạm Thị Phương · Việt Nam                                    | Leang Sreynith · Campuchia                                 | Rhichein Yosorez · Philippines                                                                 |
| Đối kháng 45 kg        | Phạm Thị Phương · Việt Nam                                    | Leang Sreynith · Campuchia                                 | Miftahul Jannah · Indonesia                                                                    |
| Đối kháng 50 kg        | Nguyễn Thị Thanh Tiền · Việt Nam                              | Alyssa Mallari · Philippines                               | Sok Bunheourn · Campuchia                                                                      |
| Đối kháng 50 kg        | Nguyễn Thị Thanh Tiền · Việt Nam                              | Alyssa Mallari · Philippines                               | Diana Ratna Dewi · Indonesia                                                                   |
| Đối kháng 55 kg        | Nguyễn Thị Tuyết Mai · Việt Nam                               | Mariane Bantasan Mariano · Philippines                     | Sok Samphors · Campuchia                                                                       |
| Đối kháng 55 kg        | Nguyễn Thị Tuyết Mai · Việt Nam                               | Mariane Bantasan Mariano · Philippines                     | Selviah Pertiwi · Indonesia                                                                    |
| Đối kháng 60 kg        | Trần Võ Song Thương · Việt Nam                                | Meri Bulaong · Philippines                                 | Jom Thitphavong · Lào                                                                          |
| Đối kháng 60 kg        | Trần Võ Song Thương · Việt Nam                                | Meri Bulaong · Philippines                                 | Maylen Christy Aupe · Indonesia                                                                |
| Mẫu đơn tay trần       | Yuos Sanchana · Campuchia                                     | Rhichein Yosorez · Philippines                             | Somvang Maneesang · Lào                                                                        |
| Mẫu đơn tay trần       | Yuos Sanchana · Campuchia                                     | Rhichein Yosorez · Philippines                             | Dwi Jayanti · Indonesia                                                                        |
| Mẫu chắn Bamboo đơn    | Angel Guen Alcances Derla · Philippines                       | Puth Chanchhorvy · Campuchia                               | Daslya Anggraini · Indonesia                                                                   |
| Mẫu chắn Bamboo đơn    | Angel Guen Alcances Derla · Philippines                       | Puth Chanchhorvy · Campuchia                               | Myat Noe Wai · Myanmar                                                                         |
| Mẫu Spirit Bokator đơn | Mao Leakena · Campuchia                                       | Nilar Soe Oo · Myanmar                                     | Alyssa Mallari · Philippines                                                                   |
| Mẫu Spirit Bokator đơn | Mao Leakena · Campuchia                                       | Nilar Soe Oo · Myanmar                                     | Riana Oktavia · Indonesia                                                                      |
| Mẫu đơn Phkak          | Sivesien Sin · Campuchia                                      | Thein Gi Win Kyaw · Myanmar                                | Mitz Jude Lagura Jalandoni · Philippines                                                       |
| Mẫu đơn Phkak          | Sivesien Sin · Campuchia                                      | Thein Gi Win Kyaw · Myanmar                                | Inthila Boutsingkham · Lào                                                                     |
| Nhóm tay trần          | Indonesia · Riana Oktavia · Riva Hijriah · Eny Tri Susilowati | Campuchia · Chanchhorvy Puth · Safira Sen · Sanhchana Yuos | Philippines · Angel Gwen Alcances Derla · Jessa Pitulan Dela Cruz · Shara Julia David Jizmundo |
| Nhóm tay trần          | Indonesia · Riana Oktavia · Riva Hijriah · Eny Tri Susilowati | Campuchia · Chanchhorvy Puth · Safira Sen · Sanhchana Yuos | Myanmar · Myat Noe Wai · Thein Gi Win Kyaw · Wutt Yee Oo                                       |

Hỗn hợp
| Nội dung                     | Vàng                                                         | Bạc                                                       | Đồng                                                                 |
| ---------------------------- | ------------------------------------------------------------ | --------------------------------------------------------- | -------------------------------------------------------------------- |
| 1 Nữ, 2 Nam - Biểu diễn nhóm | Myanmar · Antt Bwere Nyein · Nilar Soe Oo · Paing Zayar Phyo | Campuchia · Ey Sam Oun · Pichmorakoth Punleu · Safira Sen | Lào · Daokham Bouapha · Khamser Va · Koneta Chanheuangseng           |
| 1 Nữ, 2 Nam - Biểu diễn nhóm | Myanmar · Antt Bwere Nyein · Nilar Soe Oo · Paing Zayar Phyo | Campuchia · Ey Sam Oun · Pichmorakoth Punleu · Safira Sen | Indonesia · Deslya Anggraini · Moch Martin Ramadhan · Sendiagi Putra |

## Tổng sắp huy chương
| Hạng               | Đoàn               | Vàng | Bạc | Đồng | Tổng số |
| ------------------ | ------------------ | ---- | --- | ---- | ------- |
| 1                  | Campuchia          | 8    | 8   | 3    | 19      |
| 2                  | Việt Nam           | 6    | 0   | 3    | 9       |
| 3                  | Indonesia          | 3    | 5   | 12   | 20      |
| 4                  | Philippines        | 2    | 6   | 8    | 16      |
| 5                  | Myanmar            | 1    | 2   | 6    | 9       |
| 6                  | Lào                | 1    | 0   | 10   | 11      |
| Tổng số (6 đơn vị) | Tổng số (6 đơn vị) | 21   | 21  | 42   | 84      |